# 連邦大統領 (オーストリア)
連邦大統領（れんぽうだいとうりょう、ドイツ語: Bundespräsident）は、オーストリア共和国の元首たる大統領。
オーストリア連邦憲法第60条第5項では6年ごとに改選することと規定されている。1950年以降は国民による直接選挙が実施されている。また同法では2期までの再選が認められており、合計12年まで在任することができる。2016年7月8日をもってハインツ・フィッシャーが任期満了を迎えたが、次期大統領選挙の決選投票がやり直しになったことで当選者アレクサンダー・ファン・デア・ベレンの大統領就任が2017年1月26日となったため、その間は国民議会議長の3名によって代行されていた。

## 概要
オーストリアの連邦大統領はドイツやスイスの連邦大統領よりも法律で定められている地位や権限が大きい。連邦大統領という役職はたいてい連邦政府の提議を受けて初めて行動することができるものである。オーストリアの場合も1920年の当初の憲法では連邦大統領職の権限が非常に弱く、ただ単に国家を代表するだけのものであったが、1929年に独裁政権の圧力を受けた憲法改正で連邦大統領の権限が強化された。第二共和政が成立するにあたって1929年憲法の効力が復活し、そのため規定の上では連邦大統領は今日においても強力な地位が与えられている。しかしながら実際には、第二共和政における連邦大統領の権限は当然の事実として抑制されたものとして扱われており、その任務も国家の代表としてのものしかなく、このようなことから連邦大統領の職について「役割の放棄」 (Rollenverzicht) と言われている。つまり連邦大統領個人としての権限は事実上、ほとんどないこととされている。名誉職に過ぎないにもかかわらず高給であることから、国家財政の節約のために廃止しようという主張も一部にある。
連邦大統領はウィーンにあるホーフブルク宮殿内のレオポルト翼に公邸を有している。

## 権限

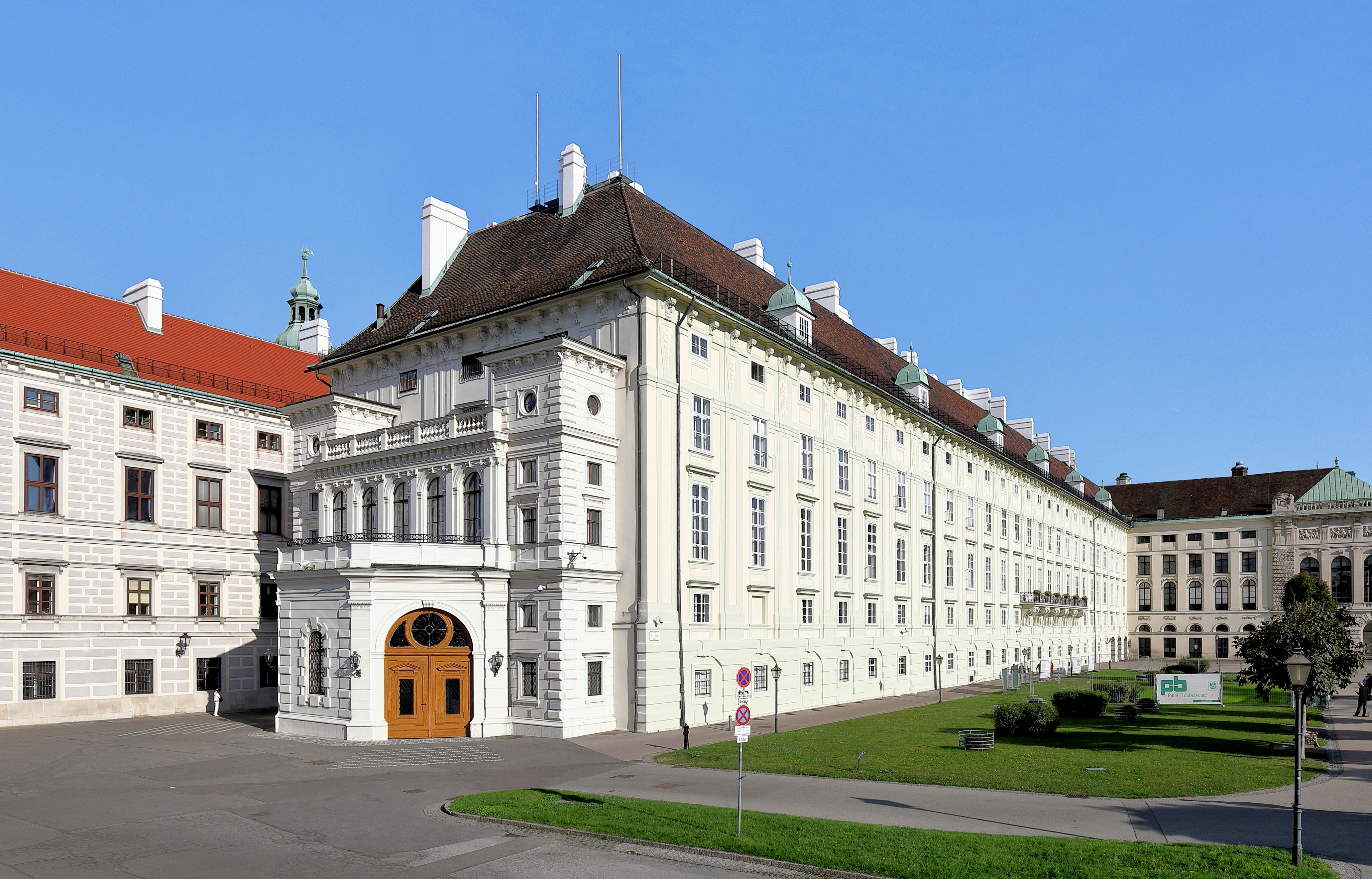
大統領公邸
ホーフブルク宮殿内（レオポルト翼）

- 連邦政府の任命（連邦憲法第70条第1項） - 連邦大統領は連邦首相を任命するにあたって、その人選に法令上の制限が課されることはない。しかしながら国民議会は連邦首相および連邦政府に対していつでも不信任を突きつけることができ、このため実際には国民議会の最大会派から任命することが求められることになる。そのほかの閣僚の任命にあたっては連邦首相の提議に基づいて行う。2000年までは、連邦大統領が国民議会の選挙後に最大会派となった政党の党首を連邦首相に任じて政権を発足させるということが不文法として存在していた。ところが2000年の新政権の発足にあたって、連邦大統領は最大政党である社会民主党を除外して国民党・自由党による不安定な政権を発足させた。これはすなわち政権の成立についての主導権を完全に当事者の政党ではなく連邦大統領が持っていたということである。また個別の閣僚も連邦首相の提示を受けて連邦大統領が任命するものであるが、連邦大統領はその組閣案も拒否した。
- 連邦政府の罷免（連邦憲法第70条第1項） - 連邦大統領は要請を受けることがなくとも、連邦政府全体または連邦首相を自らの裁量で解任することができる。ただし個別の閣僚を解任するにあたっては、連邦首相の提議を受けることが必要である。
- 国民議会の解散（連邦憲法第29条第1項） - 連邦大統領は連邦政府の要請により国民議会を解散することができる。ただし同じ理由で2回以上解散することはできない。
- 州議会の解散（連邦憲法第100条第1項） - 連邦大統領は連邦政府による要求、および連邦議会の3分の2以上の賛成により特定の州議会を解散することができる。ただし同じ理由で2回以上解散することはできない。なお対象となる州から選出されている連邦議会議員は、連邦議会での解散についての採決に参加することはできない。
- 法律の認証（連邦憲法第47条第1項） - 連邦大統領は立法手続きにおいて、法律が連邦憲法に照らして適切であるということを認証する。法律が適切なものであれば、連邦大統領は署名しなければならない。連邦大統領が法律の内容について合憲性を判断すること自体が認められるべきか、またどの程度まで認められるべきかについては意見が分かれている。有力説では、提示された法律に重大かつ明白な違憲性が認められれば連邦大統領は認証を拒否するべきであるとしている。合憲であるにもかかわらず署名を拒否した場合、憲法裁判所に訴訟が提起される。
- 連邦軍の統帥（連邦憲法第80条） - 連邦政府を任命する権限が形式的なものに過ぎないのと同様に、連邦大統領は直接指揮権を持たない。連邦大統領は非常時における徴兵を命令し、また広範な情報収集権を有している。
- 公務員に関する権限（連邦憲法第65条第2項a号、第66条） - 連邦政府公務員、武官、憲法裁判所を含む判事（憲法裁判所判事については連邦政府の提議を要する）の任命権限は連邦政府の担当閣僚に委任されるが、それぞれの最高位の役職は連邦大統領が任命する。
- 共和国の対外的な代表（連邦憲法第65条第1項） - 欧州連合 (EU) 加盟のさい、オーストリアでは連邦大統領と連邦首相との間でどちらが欧州理事会に出席することについて意見の相違が見られた。連邦首相は自身が出席することに疑問の余地はないという考え方を示したが、これに対してトーマス・クレスティルは連邦大統領が連邦首相に対してその権限を委任するものであると主張した。
- 受刑者に対する恩赦 - （連邦憲法第65条第2項c号、刑事訴訟法第510条）
- 嫡出宣言（連邦憲法第65条第2項d号） - 両親の申請に基づく非嫡出子に対する嫡出宣告を行う。ただし実務面では意味を持たない規定となっている。
- 緊急命令権

## 選出
連邦大統領は連邦国民による平等、直接、秘密、個人の選挙権（参政権）によって選挙される。1回目の投票でいずれの候補も過半数を得票することができなかったときは決選投票を実施する。この決選投票は、1回目の投票での得票数上位2名を候補者として実施される。また1名しか立候補者がいない場合は、信任投票形式で選挙を実施する（連邦憲法第60条第1項、第2項）。
連邦大統領の選挙権はすべての国民議会の投票権者が持っている。選挙権が与えられるのは、遅くとも選挙期間中に16歳以上となるオーストリア国籍を有する市民である。年齢が達していれば裁判所で除斥が判断されないかぎり、選挙権が失われることはない（連邦憲法第26条第1項、第4項、第5項、第60条第1項、連邦大統領選挙法第4項。これらは2007年選挙権修正法 (BGBl. I Nr. 28/2007) で修正された）。
長らく、被選挙権を有するのは以下の要件を満たす者だとされてきた。
- 国民議会に対する選挙権を有する（国民議会選挙法第21条）
- 満年齢35歳以上である（連邦憲法第60条第3項）
- かつてオーストリアを支配した者、もしくはその家系の者は被選挙権が排除される（連邦憲法第60条第3項）

連邦大統領は任期中に公共の代議機関に属したり、ほかの職業に就くことが認められない（連邦憲法第61条第1項）。連邦大統領の任期は6年で、多選については連続2期までしか務めることができない（連邦憲法第60条第5項）。ところが規定では確かに再選を目指して立候補することが可能であるが、現職大統領が1期目を務めて高齢を理由に引退したり、また1期目の任期中に死亡したりするなど、実際にはこのような事例は少ない。また2期目の任期中に死亡するということもあり、2期12年の任期を満了したのはルドルフ・キルヒシュレーガーただ1人だけである。またトーマス・クレスティルは2期目の任期満了を3日後に控えた2004年7月6日に死亡した。
連邦憲法第60条第3項により、旧オーストリア皇帝家であるハプスブルク＝ロートリンゲン家の構成員がこれに立候補することは認められていなかったが、2009年にウルリッヒ・ハプスブルク＝ロートリンゲンが立候補に意欲を示したことがきっかけとなって、2011年6月16日に連邦議会がハプスブルク条項の廃止を満場一致で可決、今後の大統領選挙からは認められることとなった。

### 直近の連邦大統領選挙
現大統領を決めた2016年に行われた連邦大統領選挙の結果は以下の通りとなった。
| 投票日               | 候補者                               | 政党                | 得票数    | 得票率  |
| -------------------- | ------------------------------------ | ------------------- | --------- | ------- |
| 第一回投票 (4月24日) | ノルベルト・ホーファー               | FPÖ                 | 1.499.971 | 35,05 % |
| 第一回投票 (4月24日) | アレクサンダー・ファン・デア・ベレン | 無所属 (緑の党出身) | 913.218   | 21,34 % |
| 第一回投票 (4月24日) | イルムガルト・グリス                 | 無所属              | 810.641   | 18,95 % |
| 第一回投票 (4月24日) | ルドルフ・フントシュトルファー       | SPÖ                 | 482.790   | 11,28 % |
| 第一回投票 (4月24日) | アンドレアス・コール                 | ÖVP                 | 475.767   | 11,12 % |
| 第一回投票 (4月24日) | リヒャルト・ルグナー                 | 無所属              | 96.783    | 2,26 %  |
| 決選投票 (5月22日)   | アレクサンダー・ファン・デア・ベレン | 無所属 (緑の党出身) | 2.254.484 | 50,35 % |
| 決選投票 (5月22日)   | ノルベルト・ホーファー               | FPÖ                 | 2.223.458 | 49,65 % |

この決選投票についてはオーストリア自由党の訴えが憲法裁判所に認められ、2016年7月1日に投票やり直しが決定した。このため前任者のフィッシャーの任期が切れた7月8日以降、大統領が空位となり、国民評議会が大統領を代行した。
2016年12月4日に行われた再投票では首都ウィーンのほか北部オーバーエスターライヒ州や西部のフォアアールベルク州、チロル州などで得票を伸ばしたファン・デア・ベレンが再び勝利し、2017年1月26日より大統領に就任した。ただしハンガリーと国境を接するブルゲンラント州やスロベニアと国境を接するケルンテン州やシュタイアーマルク州では逆に移民・難民の排斥を訴えるホーファーが票を伸ばした。
| 投票日               | 候補者                               | 得票数    | 得票率  |
| -------------------- | ------------------------------------ | --------- | ------- |
| 再決選投票 (12月4日) | アレクサンダー・ファン・デア・ベレン | 2.472.892 | 53,79 % |
| 再決選投票 (12月4日) | ノルベルト・ホーファー               | 2.124.661 | 46,21 % |

## 特権・罷免・欠缺

### 訴追免除
連邦大統領は任期中に司法当局などの訴追を免除される。この訴追免除は連邦憲法第63条において規定されている。ただし国民議会または連邦議会の3分の2以上の同意による要請に基づいて連邦首相は国民議会と連邦議会の両者合同による連邦会議を招集し、そこで連邦大統領の行為が連邦憲法に反するとして、連邦憲法第142条に基づいて憲法裁判所に訴追するかを決議することができる。

### 罷免
国民議会は3分の2以上の多数で連邦会議の招集を連邦首相に要請することができ、そこで連邦大統領の罷免の是非を問う国民投票を実施するかを決議する。国民議会で罷免についての連邦会議招集が採択されれば、連邦大統領はその職権が停止される。このとき大統領の職務は国民議会議長が代行する。連邦国民が国民投票で連邦大統領の罷免を否決した場合は、この国民投票を連邦大統領を選出する選挙が実施されたとみなされ、また同時に国民議会は自動的に解散することになる（連邦憲法第60条第6項）。

### 事故
連邦大統領が短期間において職務を執ることができなくなったとき、20日未満に限っては連邦首相がその職務を代行し、20日目以降は国民議会議長、国民議会第2議長、国民議会第3議長から成る幹部会が代行する。連邦大統領の不在が長期に及ぶ（あるいは死亡した）場合、国民議会議長は直ちに国家元首としての権能を継承する（連邦憲法第64条第1項）。

## 大統領の一覧
| 第一共和政 （1918年 - 1938年）                 |                                                               |                 |                                 |                                 |                                |                               |                                     |
| ドイツ＝オーストリア共和国 （1918年 - 1919年） |                                                               |                 |                                 |                                 |                                |                               |                                     |
| 代                                             | 大統領                                                        | 大統領          | 所属政党                        | 期                              | 在任期間                       | 在任期間                      | 備考                                |
| 001                                            | カール・ザイツ Karl Seitz                                     |                 | オーストリア社会民主党 （SDAP） | 1                               | 1919年3月5日 - 1919年10月21日  | 230日                         |                                     |
| オーストリア共和国 （1919年 - 1934年）         |                                                               |                 |                                 |                                 |                                |                               |                                     |
| 代                                             | 大統領                                                        | 大統領          | 所属政党                        | 期                              | 在任期間                       | 在任期間                      | 備考                                |
| 0(1)                                           | カール・ザイツ Karl Seitz                                     |                 | オーストリア社会民主党 （SDAP） | 1                               | 1919年10月21日 - 1920年12月9日 | 1年 + 49日 （計 1年 + 279日） | 国名変更                            |
| 002                                            | ミヒャエル・ハイニシュ Michael Hainisch                       |                 | 無所属                          | 2                               | 1920年12月9日 - 1924年12月9日  | 8年 + 1日                     |                                     |
| 002                                            | ミヒャエル・ハイニシュ Michael Hainisch                       | 3               | 無所属                          | 1924年12月9日 - 1928年12月10日  |                                | 8年 + 1日                     |                                     |
| 003                                            | ヴィルヘルム・ミクラス Wilhelm Miklas                         |                 | キリスト教社会党 （CS）         | 4                               | 1928年12月10日 - 1933年3月4日  | 5年 + 142日                   |                                     |
| 0(3)                                           | ヴィルヘルム・ミクラス Wilhelm Miklas                         | 祖国戦線 （VF） | 5                               | 1933年3月4日 - 1934年5月1日     |                                | 5年 + 142日                   |                                     |
| オーストリア連邦国 （1934年 - 1938年）         |                                                               |                 |                                 |                                 |                                |                               |                                     |
| 代                                             | 大統領                                                        | 大統領          | 所属政党                        | 期                              | 在任期間                       | 在任期間                      | 備考                                |
| 0(3)                                           | ヴィルヘルム・ミクラス Wilhelm Miklas                         |                 | 祖国戦線 （VF）                 | (5)                             | 1934年5月1日 - 1938年3月13日   | 3年 + 316日 （計 9年 + 93日） | 国名変更ドイツ併合 （大統領職廃止） |
| ナチス・ドイツ統治下 （1938年 - 1945年）       |                                                               |                 |                                 |                                 |                                |                               |                                     |
|                                                | （欠員）                                                      | （欠員）        | （欠員）                        | －                              | 1938年3月13日 - 1945年4月29日  | 7年 + 47日                    |                                     |
| 第二共和政 （1945年 - 現在）                   |                                                               |                 |                                 |                                 |                                |                               |                                     |
| オーストリア共和国 （1945年 - 現在）           |                                                               |                 |                                 |                                 |                                |                               |                                     |
| 代                                             | 大統領                                                        | 大統領          | 所属政党                        | 期                              | 在任期間                       | 在任期間                      | 備考                                |
| 0－                                            | カール・レンナー Karl Renner                                  |                 | オーストリア社会民主党 （SPÖ）  | －                              | 1945年4月29日 - 1945年12月20日 | 235日                         | 大統領代行 （首相）                 |
| 004                                            | カール・レンナー Karl Renner                                  | 1               | オーストリア社会民主党 （SPÖ）  | 1945年12月20日 - 1950年12月31日 | 5年 + 11日                     | 在任中に死去                  |                                     |
| 0－                                            | レオポルト・フィグル Leopold Figl                             | 1               |                                 | オーストリア国民党 （ÖVP）      | 1950年12月31日 - 1951年6月21日 | 172日                         | 大統領代行 （首相）                 |
| 005                                            | テオドール・ケルナー Theodor Körner                           |                 | オーストリア社会民主党 （SPÖ）  | 2                               | 1951年6月21日 - 1957年1月4日   | 5年 + 197日                   |                                     |
| 0－                                            | ユリウス・ラープ Julius Raab                                  |                 | オーストリア国民党 （ÖVP）      | 2                               | 1957年1月4日 - 1957年5月22日   | 138日                         | 大統領代行 （首相）                 |
| 006                                            | アードルフ・シェルフ Adolf Schärf                             |                 | オーストリア社会民主党 （SPÖ）  | 3                               | 1957年5月22日 - 1963年5月22日  | 7年 + 282日                   |                                     |
| 006                                            | アードルフ・シェルフ Adolf Schärf                             | 4               | オーストリア社会民主党 （SPÖ）  | 1963年5月22日 - 1965年2月28日   | 在任中に死去                   | 7年 + 282日                   |                                     |
| 0－                                            | ヨーゼフ・クラウス Josef Klaus                                | 4               |                                 | オーストリア国民党 （ÖVP）      | 1965年2月28日 - 1965年6月9日   | 101日                         | 大統領代行 （首相）                 |
| 007                                            | フランツ・ヨナス Franz Jonas                                  |                 | オーストリア社会民主党 （SPÖ）  | 5                               | 1965年6月9日 - 1971年6月9日    | 8年 + 319日                   |                                     |
| 007                                            | フランツ・ヨナス Franz Jonas                                  | 6               | オーストリア社会民主党 （SPÖ）  | 1971年6月9日 - 1974年4月24日    | 在任中に死去                   | 8年 + 319日                   |                                     |
| 0－                                            | ブルーノ・クライスキー Bruno Kreisky                          | 6               | オーストリア社会民主党 （SPÖ）  |                                 | 1974年4月24日 - 1974年7月8日   | 75日                          | 大統領代行 （首相）                 |
| 008                                            | ルドルフ・キルヒシュレーガー Rudolf Kirchschläger             |                 | 無所属                          | 7                               | 1974年7月8日 - 1980年7月8日    | 12年 + 75日                   |                                     |
| 008                                            | ルドルフ・キルヒシュレーガー Rudolf Kirchschläger             | 8               | 無所属                          | 1980年7月8日 - 1986年7月8日     |                                | 12年 + 75日                   |                                     |
| 009                                            | クルト・ヴァルトハイム Kurt Josef Waldheim                    |                 | オーストリア国民党 （ÖVP）      | 9                               | 1986年7月8日 - 1992年7月8日    | 6年 + 0日                     |                                     |
| 010                                            | トーマス・クレスティル Thomas Klestil                         |                 | オーストリア国民党 （ÖVP）      | 10                              | 1992年7月8日 - 1998年7月8日    | 11年 + 364日                  |                                     |
| 010                                            | トーマス・クレスティル Thomas Klestil                         | 11              | オーストリア国民党 （ÖVP）      | 1998年7月8日 - 2004年7月6日     | 在任中に死去                   | 11年 + 364日                  |                                     |
| 0－                                            | アンドレアス・コール Andreas Khol                             | 11              | オーストリア国民党 （ÖVP）      |                                 | 2004年7月6日 - 2004年7月8日    | 2日                           | 大統領代行 （国民議会第1議長）      |
| 0－                                            | バルバラ・プラマー Barbara Prammer                            | 11              |                                 | オーストリア社会民主党 （SPÖ）  | 2004年7月6日 - 2004年7月8日    | 2日                           | 大統領代行 （国民議会第2議長）      |
| 0－                                            | トーマス・プリンツホルン Thomas Prinzhorn                     | 11              |                                 | オーストリア自由党 （FPÖ）      | 2004年7月6日 - 2004年7月8日    | 2日                           | 大統領代行 （国民議会第3議長）      |
| 011                                            | ハインツ・フィッシャー Heinz Fischer                          |                 | オーストリア社会民主党 （SPÖ）  | 12                              | 2004年7月8日 - 2010年7月8日    | 12年 + 0日                    |                                     |
| 011                                            | ハインツ・フィッシャー Heinz Fischer                          | 13              | オーストリア社会民主党 （SPÖ）  | 2010年7月8日 - 2016年7月8日     |                                | 12年 + 0日                    |                                     |
| 0－                                            | ドリス・ビュレ Doris Bures                                    |                 | オーストリア社会民主党 （SPÖ）  | －                              | 2016年7月8日 - 2017年1月26日   | 202日                         | 大統領代行 （国民議会第1議長）      |
| 0－                                            | カールハインツ・コプフ Karlheinz Kopf                         |                 | オーストリア国民党 （ÖVP）      | －                              | 2016年7月8日 - 2017年1月26日   | 202日                         | 大統領代行 （国民議会第2議長）      |
| 0－                                            | ノルベルト・ホーファー Norbert Hofer                          |                 | オーストリア自由党 （FPÖ）      | －                              | 2016年7月8日 - 2017年1月26日   | 202日                         | 大統領代行 （国民議会第3議長）      |
| 012                                            | アレクサンダー・ファン・デア・ベレン Alexander Van der Bellen |                 | 無所属                          | 14                              | 2017年1月26日 - （現職）       | 8年 + 81日                    |                                     |

## 大統領の年表
上記の表からもわかるように、第二共和政の歴代連邦大統領で、現職以外の8人のうちキルヒシュレーガーとヴァルトハイム、フィッシャーの3人以外は生存して任期満了を迎えていない。

## その他
- ウィーン1区にある連邦大統領公邸の屋根には2本の旗柱が立っている。連邦旗と欧州旗の両方が掲揚されているときは、連邦大統領が国内にいるということを示し、連邦旗が掲げられていないときは、連邦大統領は国外に滞在していることを示す。
- 連邦大統領の身辺警護は、連邦大統領補佐官で連邦軍の将校が担っている。ホーフブルク宮殿への入場検査などの警備は警察が行い、また連邦大統領が国内外に移動するさいの安全確保は状況に応じて、連邦警察の特殊部隊であるコブラや連邦軍の特殊部隊ヤークトコマンド、あるいは外国の治安・軍事当局が担当する。
- 連邦大統領が儀礼などの機会に移動するさいに利用する乗り物には、その表面に連邦章が施されている。
- ウィーン中央墓地には歴代大統領の地下墓所があり、カール・レンナーをはじめとする歴代の大統領が葬られている。

連邦大統領旗
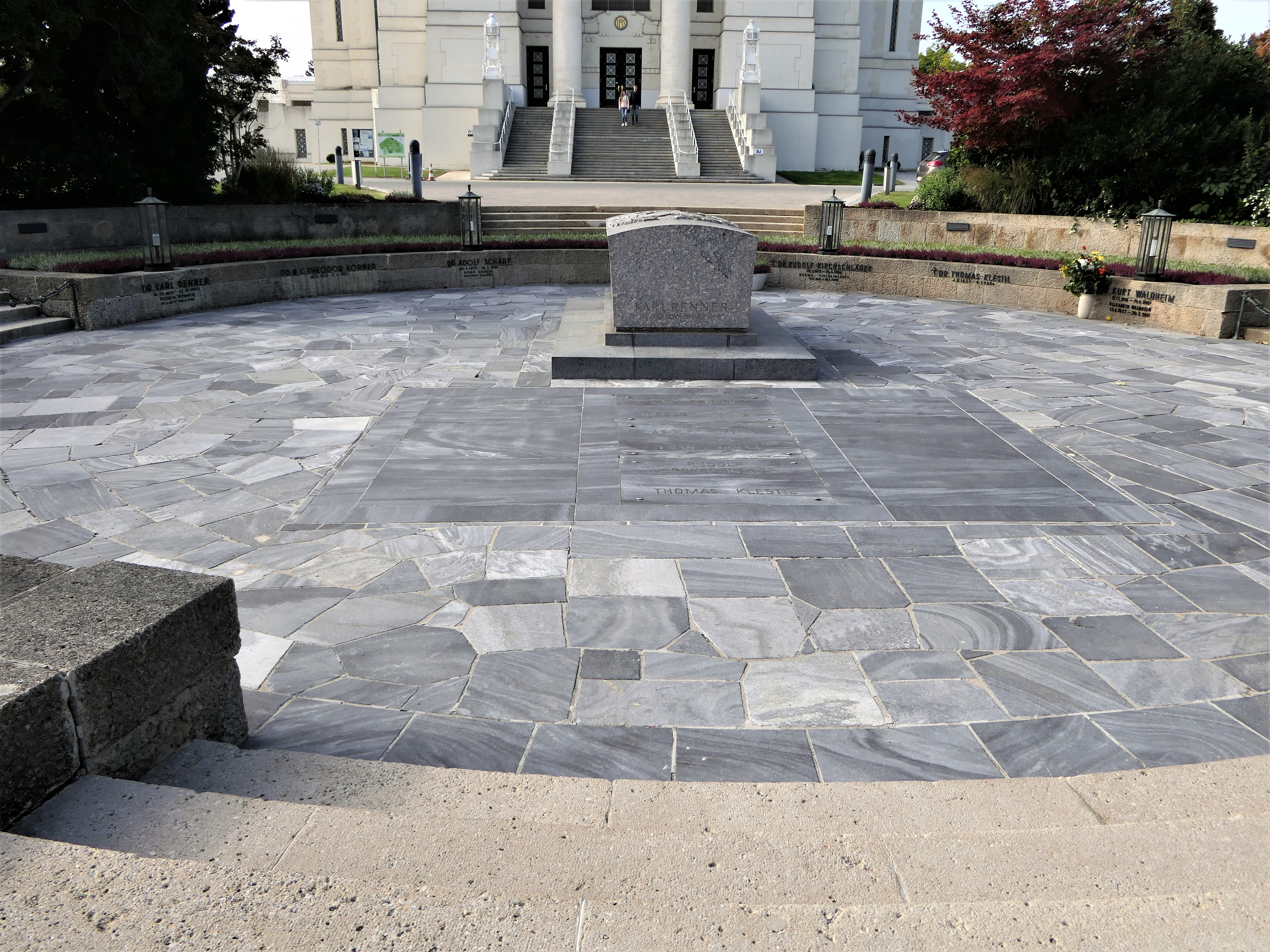
ウィーン中央墓地の歴代大統領墓所